# Trafoia gemina
Trafoia gemina är en tvåvingeart som beskrevs av Herting 1966. Trafoia gemina ingår i släktet Trafoia och familjen parasitflugor. Arten är reproducerande i Sverige. Inga underarter finns listade i Catalogue of Life.